# Slipstenstjärnen (Färila socken, Hälsingland)
Slipstenstjärnen är en sjö i Ljusdals kommun i Hälsingland och ingår i Ljusnans huvudavrinningsområde. Sjön har en area på 0,0522 kvadratkilometer och ligger 237,4 meter över havet. Sjön avvattnas av vattendraget Kårån.

## Delavrinningsområde
Slipstenstjärnen ingår i det delavrinningsområde (687743-146772) som SMHI kallar för Inloppet i Flarken. Medelhöjden är 255 meter över havet och ytan är 3,98 kvadratkilometer. Räknas de 5 avrinningsområdena uppströms in blir den ackumulerade arean 48,69 kvadratkilometer. Kårån som avvattnar avrinningsområdet har biflödesordning 2, vilket innebär att vattnet flödar genom totalt 2 vattendrag innan det når havet efter 181 kilometer. Avrinningsområdet består mestadels av skog (69 procent) och sankmarker (11 procent). Avrinningsområdet har 0,47 kvadratkilometer vattenytor vilket ger det en sjöprocent på 11,8 procent.